# Eustegia fraterna
Eustegia fraterna är en oleanderväxtart som beskrevs av Nicholas Edward Brown. Eustegia fraterna ingår i släktet Eustegia och familjen oleanderväxter. Utöver nominatformen finns också underarten E. f. pubescens.